# Naoki Chiba
Naoki Chiba (jap. 千葉 直樹, Chiba Naoki; * 24. Juli 1977 in der Präfektur Miyagi) ist ein ehemaliger japanischer Fußballspieler.

## Karriere
Chiba erlernte das Fußballspielen in der Schulmannschaft der Tohoku Gakuin High School. Seinen ersten Vertrag unterschrieb er 1996 bei Brummel Sendai (heute: Vegalta Sendai). Der Verein spielte in der zweithöchsten Liga des Landes, der Japan Football League. 2001 wurde er mit dem Verein Vizemeister der J2 League und stieg in die J1 League auf. Am Ende der Saison 2003 stieg der Verein wieder in die J2 League ab. 2009 wurde er mit dem Verein Meister der J2 League und stieg erneut in die J1 League auf. Für den Verein absolvierte er 430 Spiele. Ende 2010 beendete er seine Karriere als Fußballspieler.